# Bajau indonésien
Le bajau indonésien est une langue austronésienne parlée en Indonésie. La langue appartient à la branche malayo-polynésienne des langues austronésiennes.

## Répartition géographique
Le bajau, en Indonésie, est dispersé sur une grande partie du pays. Les Bajau qui le  parlent vivent en de nombreux points des côtes de Sulawesi, mais aussi dans la province des Moluques du Nord, dans les îles Bacan, Obi, Kayoa et Sula. On les trouve encore dans le Kalimantan oriental et dans diverses petites îles de la Sonde, telles que Sumbawa, Timor ou Florès.

## Classification
Le bajau indonésien est classé par Adelaar dans les langues sama-bajaw, un des groupes du malayo-polynésien occidental. 

## Sources
- (en) Adelaar, Alexander, The Austronesian Languages of Asia and Madagascar: A Historical Perspective, The Austronesian Languages of Asia and Madagascar, pp. 1-42, Routledge Language Family Series, Londres, Routledge, 2005,  (ISBN 0-7007-1286-0)
- (en) Akamine, Jun, Sama (Bajau), The Austronesian Languages of Asia and Madagascar, pp. 377-396, Routledge Language Family Series, Londres, Routledge, 2005,  (ISBN 0-7007-1286-0)